# Моригучи
Моригучи (јап. 守口市) град је у Јапану у префектури Осака. Према попису становништва из 2005. у граду је живело 147.465 становника.

## Становништво
Према подацима са пописа, у граду је 2005. године живело 147.465 становника.
| 1995.   | 2000.   | 2005.   |
| ------- | ------- | ------- |
| 157.306 | 152.298 | 147.465 |